# 小山伸一郎
小山 伸一郎（こやま しんいちろう、1978年6月13日 - ）は、三重県度会郡二見町（現：伊勢市）出身の元プロ野球選手（投手）、コーチ。右投右打。現在は中日ドラゴンズの二軍投手統括コーチを務める。

## 経歴

### プロ入り前
二見町立二見小学校3年時に友達の影響で地元の軟式野球チーム「二見スポーツ少年団」に入団し、野球を始める。小学6年のころは外野手の補欠だった。二見町立二見中学校では軟式野球部に入り、「8番・一塁手」。三重県大会で春夏連覇、東海大会で準優勝した。
三重県立明野高等学校に進学し、はじめは三塁手だったが、強肩を見出されて1年夏から投手に転向。2年秋からエースを任された。3年夏、三重大会決勝戦で海星高校に敗退し甲子園への出場はならなかった。
球速140 km/hを超す速球がスカウト陣の目にとまり、1996年のドラフト会議で中日ドラゴンズから1位指名を受けて入団。それまで郭源治が着用していた背番号33となった。中日の同期には森野将彦などがいる。入団当時、球速160 km/hを出すことを目標に掲げていた。

### 中日時代
1997年と1998年は一軍登板はなく、二軍（ウエスタン・リーグ）での登板のみにとどまった。
1999年6月9日の読売ジャイアンツ（巨人）戦で一軍初登板を果たす。同年は一軍公式戦3試合に登板した。伸びのよいストレートを持ち、ファームではストッパーを務めることが多かった。
2000年は一軍公式戦29試合に登板し、プロ初勝利も記録したが、2勝4敗・防御率5.58と安定感を欠いた。
2001年はわずか一軍公式戦4試合にしか投げられなかった。一方、ウ・リーグでは最多勝（10勝）を獲得。同年限りで、プロ入り時から中日の監督を務めていた星野仙一が同職を辞任。
星野の後任として山田久志が新監督に就任した2002年は21試合と登板数は増やしたが、定着するまでには至らなかった。ウ・リーグでは最優秀救援投手賞を受賞した。
2003年は一軍公式戦12試合の登板に終わったが、ウ・リーグでは前年に続き最多セーブ投手賞を受賞した。一方、この年の9月途中で山田久志監督が辞任。
落合博満が新監督に就任した2004年は、一軍では先発から中継ぎに転向した岡本真也が活躍しており、小山は一軍公式戦では2試合の登板に終わった。オフに無償トレードで新規球団の東北楽天ゴールデンイーグルスに移籍。

### 楽天時代

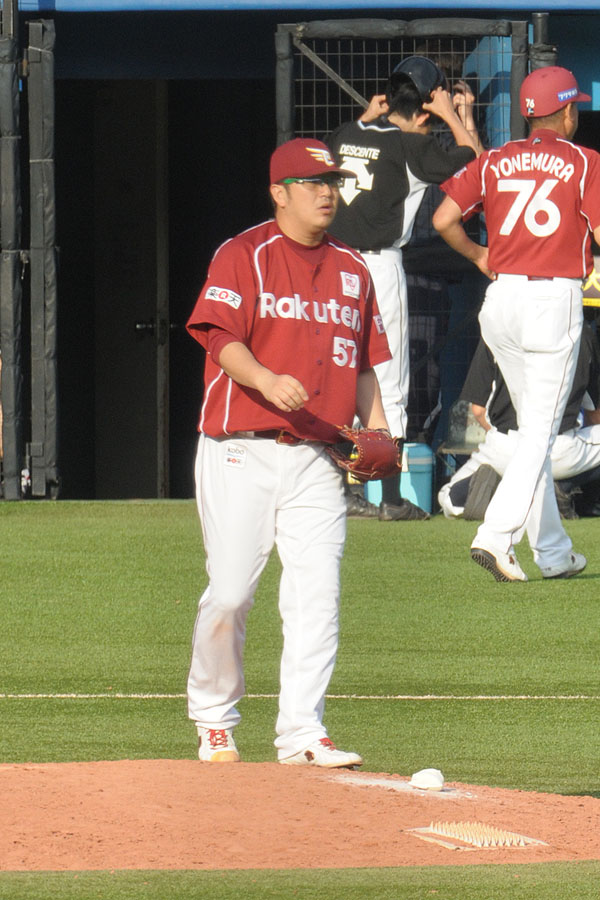
現役時代
（2013年5月12日、QVCマリンフィールド

2005年3月29日の福岡ソフトバンクホークス戦（ヤフードーム）の8回裏に移籍後初登板し無失点に抑える。地元開幕戦（仙台）である4月1日の西武ライオンズ戦にも登板し、無失点に抑えた。翌日の試合でもラスト2イニングを1安打無失点に抑え球団史上初の救援勝利を記録、小山にとっても1年半ぶりの勝ち星となった。また、チームはこの試合により球団史上初の連勝となった。球の力を買われ、翌年も抑え候補にあがり、セーブ機会の場面でも登板したが、セーブを記録できず、二軍（イースタン・リーグ）にいる時期も多かった。一軍公式戦30試合に登板したものの防御率4点台と安定感を欠き1セーブも挙げられなかった。
2006年も開幕から抑えを任されたが役割を果たせず中継ぎに回った。ところが前年以上に安定感を欠き、一軍公式戦22試合の登板で防御率は8.56の大乱調に終わった。
2007年は開幕から二軍生活が続いたが、7月25日、チームのストッパーである福盛和男が右肘の手術を受けるために7月24日を最後に戦線離脱したことを受け、翌日の西武戦に登板して念願のプロ初セーブを記録。初セーブ以降は抜群の安定感を誇り、抑えに指名されてから12試合連続無失点を記録し、登板数は一軍公式戦30試合だったが自己最多の16セーブを記録し、防御率も0.58と過去2年の不調を脱した。
2008年はオープン戦で不調に陥り開幕二軍スタートとなった。それでも序盤に一軍に昇格すると中継ぎとなり途中抑えを任されたが、安定感がなく再度中継ぎに回った。前年程の安定感はなく一軍公式戦54試合に登板したものの、3勝5敗4セーブ6ホールド・防御率3.72の成績だった。
2009年も抑えでは結果を残せず、中継ぎとなった。5月28日の中日ドラゴンズ戦に登板し、打順が回った際、控え野手を使い果たしていたため、楽天に入団してから初めて打席に立ったが、結果は空振り三振。一方でリリーフとしてこの年は一軍公式戦56試合の登板で、1勝4敗5セーブ6ホールド・防御率2.97と安定感ある投球だった。
2010年は開幕2戦目で初登板したが、サヨナラ暴投という失態を犯す。当初は抑えは福盛、セットアッパーは川岸強、ロングリリーフは小山のような役割であったが、早々に福盛が不調で離脱したため抑えに川岸、セットアッパーに小山という形になった。その後は比較的安定した成績を残し、7月頃になると川岸が不調によって抑えを外されたため、抑えを任されることになった。中盤以降は新たにセットアッパーに定着した青山浩二、片山博視とともに「スリーマウンテンズ」と呼ばれる強力なリリーフ陣を形成。シーズン序盤から大車輪の活躍をしたがシーズン閉幕直前の西武戦で登板中に右肘に違和感を訴え途中降板、右肘の炎症と診断され最後の最後でリタイアとなった。しかし、チーム最多の一軍公式戦55試合に登板し、5勝4敗11セーブ15ホールド、防御率2.41と2007年に次ぐ好成績を残した。
2011年は中日時代の恩師である星野が監督に就任。5月22日の古巣中日戦では約11年ぶりに先発を務めたが、このときは2回5失点と結果を残せなかった。一軍公式戦50試合に登板し、セーブは記録できなかったが、接戦での登板が多かったこともあり、リリーフながら、田中将大に次ぐチーム2位の8勝を挙げた。オフの契約更改で年俸が1億円に達した。
2012年は名字の漢字表記が同じ小山桂司（こちらは「おやま」と読む）が中日から移籍してきたため、スコアボードの表記が小山伸に変更された。新加入の加藤大輔が主にロングリリーフ、敗戦処理を担当したため、開幕から接戦時のピンチの火消し役やセットアッパーとして起用されることが多く、一軍公式戦57試合に登板して5年連続50試合登板を達成。1勝2敗25ホールド、防御率1.99という好成績を挙げた。オフの契約更改では「マイナーでもいいので最後は向こうで（現役を）終わりたい」と将来的なメジャー挑戦志向があることを明らかにした。
2013年はシーズン途中、二軍降格もあるなど安定感を欠いた投球が目立ち、2008年から続けてきた50試合以上の登板はならず、一軍公式戦45試合の登板1勝4敗16ホールド・防御率3.94の成績に終わったが、チームのリーグ初優勝、日本一に貢献した。クライマックスシリーズファイナルステージと日本シリーズでも登板した。
2014年は前年以上に不安定な投球で二軍落ちした。この間に若手投手が台頭したため、小山はわずか10試合しか登板できなかった。オフには4年間指揮した星野がこの年限りで監督を辞任した。
2015年4月10日に右肩関節唇損傷のため内視鏡手術を行うことを発表した。実戦復帰まで3か月かかることになった。9月20日に翌年の戦力構想から外れていることが分かり、2015年限りでの現役引退を表明した。10月6日のロッテ戦が引退試合となり、9回から登板した。これがシーズン初の一軍登板だったが、先頭の代打髙濱卓也に二塁打を打たれて降板した。チームは延長戦の末敗れ、同じく引退する永井怜とともに現役生活に別れを告げた。10月13日にNPBから任意引退選手として公示された。

### 引退後
楽天球団に籍を置いたまま、2016年から投手コーチへ就任。同年のシーズン当初は、現役時代に4年間投手コーチと選手の関係だった杉山賢人と共に、二軍を担当していた。与田剛・森山良二両コーチが指導する一軍の投手陣が総じて低調で、救援陣が打ち込まれる試合も相次いだことから、5月20日付で一軍担当へ異動。二軍投手陣の指導を杉山が一手に担う一方で、与田・森山と共に一軍投手陣の立て直しを図っていた。2017年からは、二軍での指導に再び専念。2020年からは再び一軍投手コーチを務める。2023年も開幕から一軍投手コーチを務めていたが一軍の防御率がリーグワーストの3.55に低迷していることを受け、7月19日に永井怜と入れ替えで二軍投手コーチに配置転換された。2024年シーズン終了と同時に楽天を退団。
2025年からは古巣の中日に21年ぶりに復帰し、二軍投手統括コーチを務める。背番号は77。
5月19日、愛知県警察からの取り調べを受け、過去にオンラインカジノを利用していたこと、またNPBが設けた自己申告期間に申告を怠っていたことが判明した。自己申告を怠った理由について、「中日のコーチに就任したばかりだったので、信頼を失うのが怖かった」としている。中日球団は小山に対し、当面の間の謹慎を命じた。
謹慎処分は同年6月16日限りで解除された。同日、ナゴヤ球場内で謝罪会見も行われた。自己申告を怠った理由について、中日に戻ったばかりで周りに相談できずに自身の中で処理してしまったと改めて語り、また自己申告を怠った自身の姿勢について、「ほんとしょうもないことをした」と切り捨てた。一軍・二軍監督の井上一樹と落合英二に伝えた際は厳しい言葉をかけられ、謹慎期間中に仙台へ戻って家族へ謝罪することを勧められ、また今後の立ち振る舞いが大切になってくるとの話を受けた。なお、捜査中であるとして、自身の賭博行為の詳細は語らなかった。
同年7月25日、愛知県警察は賭博容疑で小山と球団関係者の男性を書類送検した。

## 選手としての特徴
スリークォーターから平均球速約144km/h、最速153km/hのストレートを誇る速球派リリーフ右腕。フォームのテイクバックタイムが異様に短い。
以前はこのストレート以外の実戦的な球種がなく、活躍はままならなかったが、2007年に高速シンカー（一般的なシンカーというよりも、ツーシームに近い）を習得。スライダーと組み合わせてよく投げている。2012年にはスライダーの切れ味が増して被打率は.155を記録、決め球として絶大な威力を誇った。その他に、まれにフォークとカーブも投げる。
楽天時代の2011年には中田翔を6打数無安打、中村剛也を5打数無安打に抑えるなど力勝負の打者に強かった。

## 人物
現役時代楽天では投手陣のリーダー的存在だった。2005年の球団創立時から在籍しており、2015年に現役引退する際は投手陣で唯一の球団創立時のメンバーだった。時に後輩の若手選手を厳しく叱り、時に兄貴分として若手と食事会を開くなど、まとめ役としてもチームに貢献しており、楽天時代には監督の星野仙一には「ピッチャーは小山がまとめてくれるから大丈夫や」と全幅の信頼を置かれていた。
登板時にゴーグルを着用する。ゴーグルには度が入っており、捕手の出すサインが見えなくなったため2003年ごろにかけ始めた。練習時やブルペンにいるときにはかけず、マウンドに行く時に初めて身に付け、モチベーションと気合を高めるための道具としている。ゴーグルの色は楽天移籍1年目は赤、2年目は青、3年目は赤と、色をシーズン前に決めて1年間使い続けている。
春先の肌寒い時期でもひとりだけ半袖ユニフォームで登場したことから「半袖魔人」「半袖王子」と呼ばれている。特に「半袖魔人」については、雑誌や楽天球団の公式ページ、スポーツニュースサイトなどでも用いられており、公式のニックネームとなっている。いつも半袖でいる理由は、裾が気になって投げにくいから、中日在籍時代にクローザーとして活躍していたエディ・ギャラードに触発されたから、と本人が語っている。また、パフォーマンスの意味もあったという。しかし2008年シーズンは春先は半袖だと体温が下がりやすく、筋肉のパフォーマンスが悪くなるため長袖シャツを導入。ところがオープン戦から不調が続き、二軍からのスタートとなったため、すぐに半袖アンダーシャツに戻した。2010年の自主トレ中に生涯半袖アンダーシャツでの投球を宣言した。しかし、2012年に田中将大から肘が冷えることを指摘され、半袖を卒業。自分で作った右腕側だけ七分丈のアンダーシャツを使用することになった。
2007年度の好調について、本人は以下の点を挙げていた。
- 技術面では踏み出す足の位置を馬原孝浩のフォームを参考に変え、加えて野村克也監督(当時)の助言も参考にしたところ、フォームの修正が以前に比べ簡単になったこと。
- 精神面では、自分以外に抑えができる選手がいなかったというチーム事情や、同僚からの声がけによって精神的に開き直れ、救援失敗を引きずることが無くなったこと。

サッカー通であり、日刊スポーツでは小山のサッカー評論が記事になることもあった。

## 詳細情報

### 年度別投手成績
| 年 度      | 球 団      | 登 板 | 先 発 | 完 投 | 完 封 | 無 四 球 | 勝 利 | 敗 戦 | セ 丨 ブ | ホ 丨 ル ド | 勝 率 | 打 者 | 投 球 回 | 被 安 打 | 被 本 塁 打 | 与 四 球 | 敬 遠 | 与 死 球 | 奪 三 振 | 暴 投 | ボ 丨 ク | 失 点 | 自 責 点 | 防 御 率 | W H I P |
| ---------- | ---------- | ----- | ----- | ----- | ----- | -------- | ----- | ----- | -------- | ----------- | ----- | ----- | -------- | -------- | ----------- | -------- | ----- | -------- | -------- | ----- | -------- | ----- | -------- | -------- | ------- |
| 1999       | 中日       | 3     | 0     | 0     | 0     | 0        | 0     | 0     | 0        | --          | ----  | 30    | 6.1      | 5        | 0           | 6        | 1     | 0        | 3        | 1     | 0        | 3     | 3        | 4.26     | 1.74    |
| 2000       | 中日       | 29    | 3     | 0     | 0     | 0        | 2     | 4     | 0        | --          | .333  | 226   | 50.0     | 45       | 7           | 32       | 2     | 6        | 41       | 2     | 0        | 33    | 31       | 5.58     | 1.54    |
| 2001       | 中日       | 4     | 0     | 0     | 0     | 0        | 0     | 1     | 0        | --          | .000  | 28    | 5.2      | 8        | 0           | 4        | 0     | 0        | 4        | 0     | 0        | 4     | 3        | 4.76     | 2.12    |
| 2002       | 中日       | 21    | 0     | 0     | 0     | 0        | 1     | 3     | 0        | --          | .250  | 101   | 24.1     | 20       | 6           | 11       | 0     | 1        | 14       | 0     | 0        | 15    | 13       | 4.81     | 1.27    |
| 2003       | 中日       | 12    | 0     | 0     | 0     | 0        | 1     | 0     | 0        | --          | 1.000 | 88    | 17.1     | 18       | 2           | 15       | 1     | 4        | 13       | 3     | 0        | 18    | 18       | 9.35     | 1.90    |
| 2004       | 中日       | 2     | 0     | 0     | 0     | 0        | 0     | 0     | 0        | --          | ----  | 20    | 4.0      | 6        | 1           | 3        | 0     | 0        | 6        | 0     | 0        | 4     | 4        | 9.00     | 2.25    |
| 2005       | 楽天       | 30    | 0     | 0     | 0     | 0        | 1     | 2     | 0        | 1           | .333  | 186   | 42.0     | 39       | 8           | 25       | 2     | 0        | 46       | 5     | 0        | 22    | 21       | 4.50     | 1.52    |
| 2006       | 楽天       | 22    | 0     | 0     | 0     | 0        | 0     | 2     | 0        | 1           | .000  | 135   | 27.1     | 30       | 6           | 19       | 0     | 3        | 27       | 2     | 0        | 26    | 26       | 8.56     | 1.79    |
| 2007       | 楽天       | 30    | 0     | 0     | 0     | 0        | 3     | 1     | 16       | 2           | .750  | 125   | 31.0     | 20       | 0           | 13       | 2     | 1        | 27       | 1     | 0        | 3     | 2        | 0.58     | 1.06    |
| 2008       | 楽天       | 54    | 0     | 0     | 0     | 0        | 3     | 5     | 4        | 6           | .375  | 283   | 67.2     | 58       | 8           | 25       | 0     | 5        | 71       | 3     | 0        | 29    | 28       | 3.72     | 1.23    |
| 2009       | 楽天       | 56    | 0     | 0     | 0     | 0        | 1     | 4     | 5        | 6           | .200  | 267   | 63.2     | 53       | 4           | 23       | 5     | 3        | 74       | 2     | 1        | 22    | 21       | 2.97     | 1.19    |
| 2010       | 楽天       | 55    | 0     | 0     | 0     | 0        | 5     | 4     | 11       | 15          | .556  | 249   | 59.2     | 49       | 5           | 23       | 3     | 3        | 54       | 2     | 0        | 18    | 16       | 2.41     | 1.21    |
| 2011       | 楽天       | 50    | 1     | 0     | 0     | 0        | 8     | 4     | 0        | 11          | .667  | 280   | 68.2     | 53       | 5           | 22       | 1     | 3        | 51       | 2     | 0        | 27    | 22       | 2.88     | 1.09    |
| 2012       | 楽天       | 57    | 0     | 0     | 0     | 0        | 1     | 2     | 0        | 25          | .333  | 202   | 49.2     | 34       | 3           | 21       | 0     | 2        | 42       | 5     | 0        | 13    | 11       | 1.99     | 1.11    |
| 2013       | 楽天       | 45    | 0     | 0     | 0     | 0        | 1     | 4     | 0        | 16          | .200  | 197   | 45.2     | 40       | 6           | 20       | 1     | 4        | 42       | 1     | 0        | 22    | 20       | 3.94     | 1.40    |
| 2014       | 楽天       | 10    | 0     | 0     | 0     | 0        | 1     | 0     | 0        | 1           | 1.000 | 48    | 9.1      | 13       | 1           | 4        | 0     | 1        | 6        | 2     | 0        | 8     | 7        | 6.75     | 1.82    |
| 2015       | 楽天       | 1     | 0     | 0     | 0     | 0        | 0     | 0     | 0        | 0           | ----  | 1     | 0.0      | 1        | 0           | 0        | 0     | 0        | 0        | 0     | 0        | 0     | 0        | ----     | ----    |
| 通算：16年 | 通算：16年 | 481   | 4     | 0     | 0     | 0        | 28    | 36    | 36       | 84          | .438  | 2466  | 572.1    | 492      | 62          | 266      | 18    | 36       | 521      | 31    | 1        | 267   | 246      | 3.87     | 1.34    |

### 記録
初記録
- 初登板：1999年6月9日、対読売ジャイアンツ10回戦（東京ドーム）、8回裏から3番手で救援登板・完了、1回無失点
- 初奪三振：1999年6月10日、対読売ジャイアンツ11回戦（東京ドーム）、6回裏に二岡智宏から空振り三振
- 初勝利：2000年8月9日、対広島東洋カープ18回戦（ナゴヤドーム）、7回表に3番手で救援登板、1回無失点
- 初先発：2000年8月23日、対横浜ベイスターズ19回戦（ナゴヤドーム）、5回1失点
- 初ホールド：2005年4月30日、対西武ライオンズ7回戦（フルキャストスタジアム宮城）、9回表に3番手で救援登板、1回無失点
- 初セーブ：2007年7月25日、対西武ライオンズ15回戦（グッドウィルドーム）、9回裏に3番手で救援登板・完了、1回無失点

その他の記録
- 5年連続50試合以上登板：2012年9月19日、対千葉ロッテマリーンズ22回戦（東京ドーム）、8回表に2番手で救援登板・完了、1回無失点 ※史上11人目（2008年 - 2012年）

### 背番号
- 33（1997年[3] - 2004年）[注 1]
- 57（2005年 - 2015年）
- 75（2016年 - 2024年）
- 77（2025年[14] - ）